# Spessart bei Alsberg
Spessart bei Alsberg este o arie protejată (arie specială de conservare — SAC, sit de importanță comunitară — SCI) din Germania întinsă pe o suprafață de 712,85 ha, integral pe uscat.

## Localizare
Centrul sitului Spessart bei Alsberg este situat la coordonatele 50°15′45″N 9°26′41″E / 50.2625°N 9.4447°E.

## Înființare
Situl Spessart bei Alsberg a fost declarat sit de importanță comunitară în aprilie 1999 pentru a proteja 4 specii de animale. Situl a fost protejat și ca arie specială de conservare în martie 2008.

## Biodiversitate
Situată în ecoregiunea continentală, aria protejată conține 4 habitate naturale: Formațiuni ierboase bogate în specii de Nardus, dezvoltate pe substraturi silicioase în zone montane (și în zone submontane, în Europa continentală), Păduri de fag Luzulo-Fagetum, Păduri de fag Asperulo-Fagetum, Păduri aluvionare cu Alnus glutinosa și Fraxinus excelsior (Alno-Padion, Alnion incanae, Salicion albae).
La baza desemnării sitului se află mai multe specii protejate:
- păsări (3): fâsă de luncă (Anthus pratensis), porumbel de scorbură (Columba oenas), sitar de pădure (Scolopax rusticola)
- mamifere (1): liliac cu urechi mari (Myotis bechsteinii)

Pe lângă speciile protejate, pe teritoriul sitului au mai fost identificate 9 specii de plante, 2 specii de amfibieni, 1 specie de nevertebrate, 1 specie de reptile.